# Les Tricheurs (Le Caravage)
Vous lisez un « article de qualité » labellisé en 2019.
Pour les articles homonymes, voir Tricheur (homonymie).
Les Tricheurs est une peinture à l'huile sur toile réalisée par le peintre italien Caravage vers 1595. Un temps considérée disparue jusqu'à sa redécouverte à la fin du XXe siècle dans une collection privée européenne, elle est achetée en 1987 par le musée d'art Kimbell de Fort Worth au Texas où elle est désormais conservée.
Ce tableau de taille moyenne met en scène trois personnages qui jouent aux cartes : un jeune homme riche fait face à un adversaire vu de trois quarts dos qui se révèle être un tricheur puisqu'il se saisit d'une carte dans son dos tandis qu'un complice lui indique des doigts la valeur de celles du jeune dupé. Exposant un épisode de la vie quotidienne à Rome, l'œuvre présente les caractéristiques de la scène de genre, mais elle s'en éloigne également quelque peu par certains aspects de mise en scène qui empruntent au théâtre, notamment à la commedia dell'arte. De façon plus manifeste, le tableau, dans le but à la fois de divertir le spectateur mais aussi de l'instruire, pourrait être une allégorie de la jeunesse victime de sa naïveté devant les dangers du jeu.
La toile des Tricheurs est souvent rapprochée d'une autre œuvre de Caravage qui lui est contemporaine : La Diseuse de bonne aventure. La proximité de leur style et de leur thématique fait que les critiques et historiens de l'art les traitent fréquemment en parallèle. De fait, la lecture de chacune pourrait éclairer l'autre.
Les Tricheurs est une œuvre de jeunesse de Caravage, dans laquelle il déploie le style et la palette lumineuse et colorée des débuts de sa période romaine, avant d'adopter des teintes plus sombres et de traiter plus volontiers de thèmes religieux. Il semble que le tableau n'ait pas de commanditaire particulier, le créateur s'inspirant librement de thèmes littéraires et théâtraux à la mode. Quoi qu'il en soit, il retient l'attention du cardinal Francesco del Monte qui devient dès lors le premier mécène et protecteur du peintre. De fait, Les Tricheurs contribue à la célébrité de Caravage et de son œuvre : dans l'immédiat, en lui ouvrant les portes des riches mécènes romains puis, après sa mort, en créant un genre à part entière dont le succès vaut au tableau de multiples copies et variantes.

## Description

### Une scène de genre

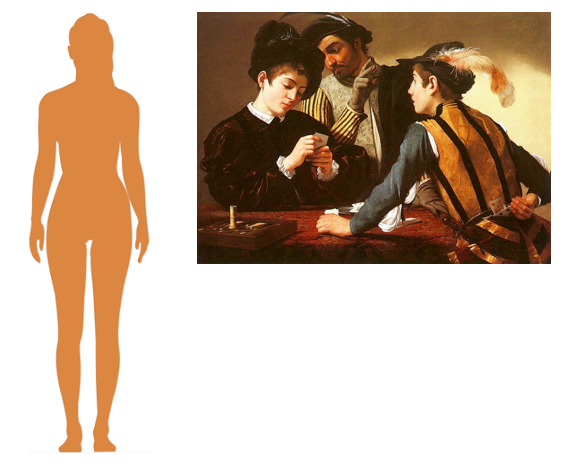
Comparaison indicative de tailles entre une femme de stature moyenne (165 cm) et le tableau.

L'œuvre est une scène de genre réalisée sur toile, qui utilise comme médium de la peinture à l'huile ; elle est rectangulaire (94,2 × 130,9 cm) selon un format horizontal et de taille moyenne.
Le tableau met en scène trois hommes représentés à mi-corps et qui occupent tout l'espace de la toile : deux font face au spectateur et le troisième lui tourne le dos. Ils sont réunis autour d'une table de jeu recouverte d'un tapis ottoman. Ce tapis de type ushak est un accessoire singulier par sa rareté autant que par son prix ; Caravage l'emploie pourtant à trois reprises, dans ce tableau mais aussi dans le Joueur de luth version « del Monte » (vers 1600) et plus tard dans le Souper à Emmaüs de Milan (1606). Il est d'ailleurs envisageable que cette convocation d'un objet rare, exotique et raffiné, constitue une forme d'hommage au cardinal del Monte, qui fait l'acquisition du tableau et dont la collection d'art personnelle comprend deux tapis de ce genre,.
Les deux personnages situés à droite et à gauche disputent une partie de cartes ; sans doute s'agit-il d'un jeu de zarro ou bien de prime, des précurseurs du poker. Sur l'un des angles de la table repose un plateau de trictrac, ancêtre du backgammon,. Dans son habit sombre et élégant, l'homme de gauche se concentre sur son jeu et ne s'aperçoit pas des manipulations des deux autres. Il est en effet la victime de son adversaire d'en face, qui manipule dans son dos une carte accrochée à sa ceinture. Le spectateur de la partie placé au centre est en fait un complice qui examine le jeu du jeune homme et effectue des signes de la main pour indiquer ce qu'il voit ; ses gants ont le bout des doigts coupé afin qu'il puisse mieux sentir des cartes préalablement marquées, ce qui atteste son statut de tricheur professionnel,. De plus, l'adversaire porte à la ceinture une dague représentant une menace latente au cas où leur jeune victime découvrirait la tromperie.
Les trois personnages se distinguent par leurs vêtements : les deux complices portent des habits aux couleurs voyantes qui semblent être des tenues militaires ; ceux de leur victime sont plus discrets et plus raffinés. De fait, celui-ci affiche une classe sociale supérieure par ses vêtements mais aussi par les traits plus fins de son visage.
Malgré le resserrement de la scène, le tableau propose un étagement des plans très visible : l'angle de la table portant le jeu de tric-trac permet d'identifier le premier plan sur lequel se trouve également la main du tricheur qui tient la carte. Au second plan se trouvent la victime et le complice,. Le dernier plan est formé d'un fond uni dont la neutralité fait ressortir les attitudes et l'allure des personnages,. La position du plus jeune tricheur, qui s'avance vers la table avec la main vue en raccourci dans son dos, contribue à incorporer le spectateur à la scène et ainsi — selon l'historien de l'art Laurent Bolard — à le transformer en complice de cette scène.
L'éclairage de la scène est latéral, venant de la gauche. Le personnage de gauche est celui qui reçoit prioritairement la lumière : la clarté de son visage contraste avec la carnation sombre de ses adversaires.

### État de conservation et restauration
Le tableau est dans un excellent état de conservation, en témoigne par exemple la préservation du glacis de laque de garance qui recouvre le vermillon du cœur des cartes à jouer. Cela fait dire à son propriétaire actuel, le musée Kimbell, que Les Tricheurs « fait partie des œuvres les mieux conservées de Caravage ».
Lors de son achat par le musée Kimbell en 1987, le tableau fait l'objet d'une restauration qui comprend un nettoyage de sa surface. À cette occasion, une bande de toile de 14 cm ajoutée sur son bord supérieur après la création de l'œuvre est retirée pour rendre au tableau ses dimensions et son aspect d'origine,.

## Historique de l'œuvre

### Datation et propriétaires successifs

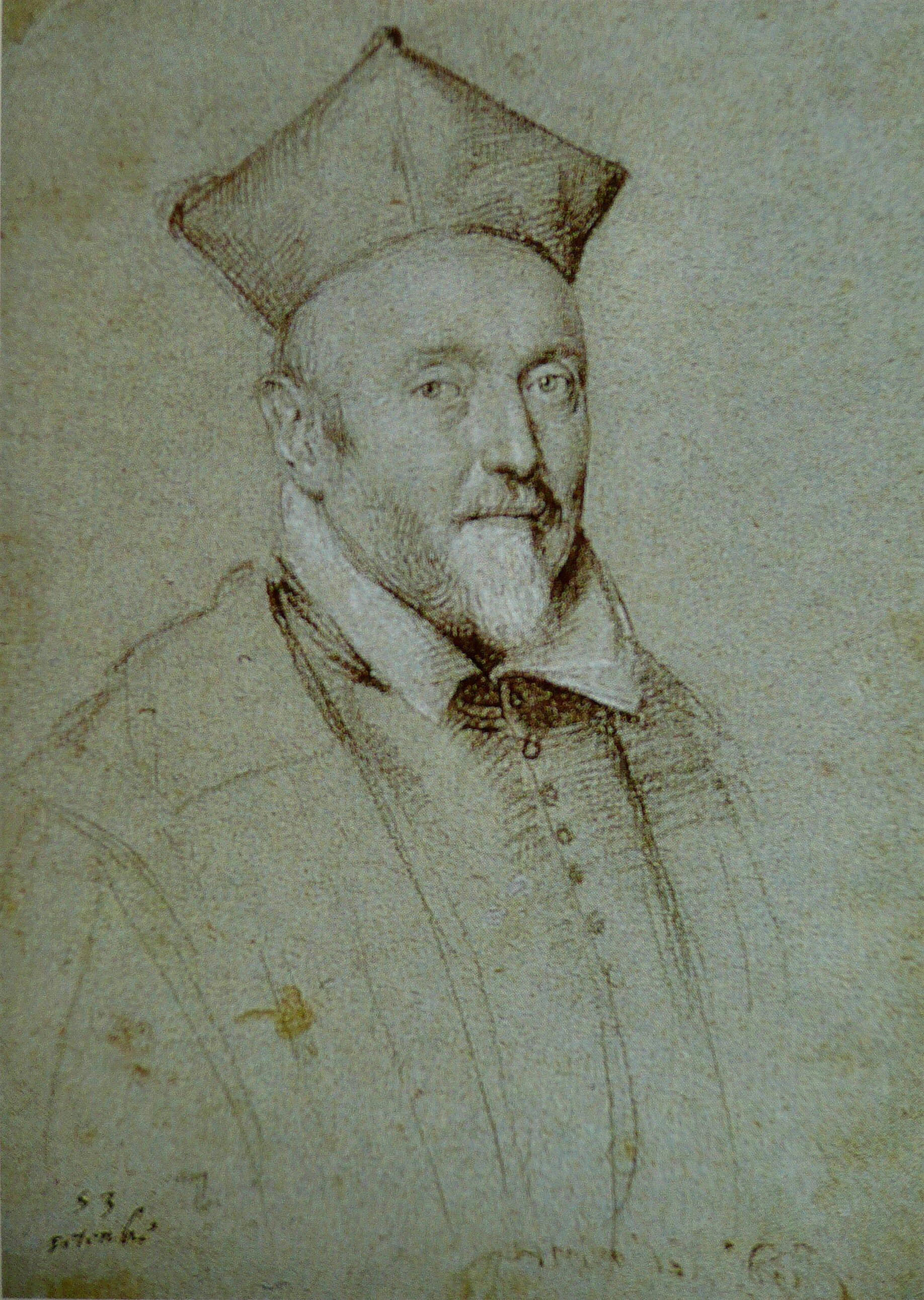
Le cardinal del Monte, futur mécène et protecteur de Caravage, est probablement le premier acquéreur des Tricheurs.
Portrait à la craie d'O. Leoni, 1616. Musée Ringling, Sarasota (Floride).

Il est établi que la création du tableau est postérieure à l'installation de Caravage à Rome au début des années 1590. Quant à la datation exacte, un consensus se dessine parmi les chercheurs autour de l'année 1595 : « vers 1595 » selon le site du propriétaire de l'œuvre, « entre 1594 et 1595 » selon les historiennes de l'art Sybille Ebert-Schifferer et Helen Langdon, ou « 1595-1596 » pour leur collègue Sebastian Schütze.
Il semble que le tableau ne soit pas le résultat d'une commande particulière : Caravage l'aurait produit de son propre chef selon un thème alors à la mode dans les cercles littéraires romains, et ce dans l'espoir d'en faciliter l'achat par l'un de ses membres,.
Dans un premier temps, il semble que Gerolamo Vittrici, camérier du pape et beau-frère du peintre Prospero Orsi (un proche de Caravage) aurait été intéressé par l'achat du tableau avant de se désister. C'est finalement le cardinal Francesco del Monte qui en fait l'acquisition auprès du marchand d'art maestro Valentini,, peut-être grâce à l'entremise de Prospero Orsi comme semble le suggérer Bellori. Il est ensuite acheté en 1628 par le cardinal Barberini : il demeure dans sa collection avant de passer dans celle des Colonna di Sciarra en 1738, après que Cornelia Barberini en hérite de son oncle le cardinal Francesco Barberini puis épouse Giulio Cesare Colonna di Sciarra. En 1899, le tableau est vendu à Paris — peut-être dans une « collection Rothschild » — puis sa trace est perdue à partir de cette date. Ce n'est qu'en 1986 qu'il est retrouvé dans une collection privée européenne. Il est acheté un an plus tard par le musée Kimbell au Texas, constituant dès lors l'une des pièces maîtresses du fonds permanent,.

### Attribution
L'attribution à Caravage du tableau des Tricheurs (conservé au musée d'art Kimbell à Fort Worth) fait l'objet d'un large consensus au sein de la communauté scientifique,,,,. Son cheminement est parfaitement documenté jusqu'à la fin des années 1890, puis il est considéré comme disparu faute de traces documentaires fiables ; en 1987 il fait l'objet d'un travail de confirmation d'attribution après avoir été retrouvé dans une collection privée européenne. Pour ce faire, les historiens de l'art s'appuient sur les copies dont il a fait l'objet et sur la photographie qui en avait été prise avant sa disparition ; ils exploitent également la description qu'en fait Giovanni Pietro Bellori dans ses Vies des peintres, ouvrage de 1672 donc chronologiquement proche de la création de l'œuvre : 

« Dans ce tableau, Michele disposa trois demi-figures qui jouent aux cartes. Il peignit un jeune homme ingénu vêtu de noir, les cartes à la main, personnage fort bien rendu sur le vif ; en face de lui s'offre, de profil, un jeune homme fourbe qui s'appuie d'une main sur la table de jeu et, de l'autre, tire de sa ceinture, dans son dos, une fausse carte ; le troisième joueur, debout près du jeune homme, lit dans son jeu et lève trois doigts pour informer son complice, lequel, tandis qu'il se penche vers la table, offre à la lumière le dos de son pourpoint orné de bandes noires, le tout imité sans rien de feint dans le coloris. »

En outre, les techniques picturales utilisées constituent les éléments fondamentaux sur lesquels les scientifiques fondent leur opinion, telles les marques d'incisions visibles dans la peinture, qui servaient de repères au peintre lors de la création et qui sont tout à fait caractéristiques de sa manière. Une analyse aux rayons X réalisée en 1987 par la conservatrice en chef du musée Kimbell permet également d'attester que le fond est réalisé avec du blanc de plomb, ce qui est cohérent avec les usages connus de Caravage. Enfin, lorsque les techniciens du Metropolitan Museum ôtent une bande de toile qui avait été ajoutée à une date inconnue pour correspondre à un cadre trop grand, ils font une découverte essentielle : au revers de la toile originale se trouvent les restes du sceau du cardinal del Monte. Cette découverte au dos du tableau confirme son caractère autographe : un tel sceau était apposé sur les œuvres destinées à la collection du cardinal lors de leur achat, et a aussi été découvert sur un autre tableau du maître, La Diseuse de bonne aventure qui est contemporain des Tricheurs,.
C'est la publication d'un article de Denis Mahon en janvier 1988 qui est déterminante : à compter de cette date, l'attribution des Tricheurs de Fort Worth à Caravage devient universelle,.

## Création

### Sources d'inspiration possibles

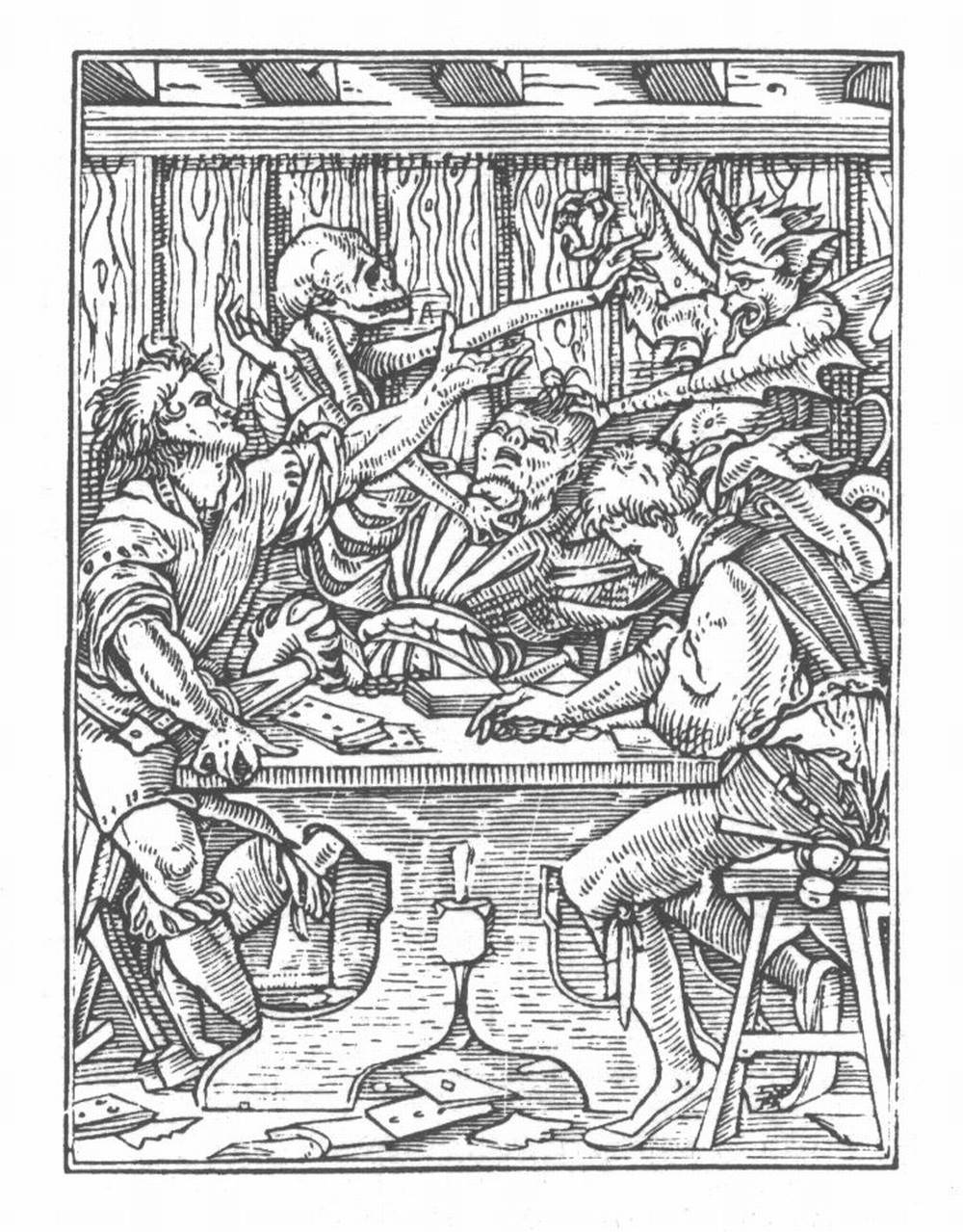
Le joueur de Hans Holbein (Danses macabres, v. 1527) est emporté en Enfer : le message moral à l'encontre des amateurs de jeu d'argent est assez clair.

La littérature en vogue dans les milieux aisés romains constitue la source d'inspiration la plus importante pour la création des Tricheurs,. Le tableau subit notamment l'influence du roman picaresque, genre littéraire né en Espagne au XVIe siècle et parvenu en Italie dès cette période : il s'agit de récits narrant les aventures de héros de basse condition qui parviennent notamment à soutirer leurs biens à de jeunes et naïfs membres de la bonne société au moyen de ruses ou de violence. Sybille Ebert-Schifferer parle ainsi de « pègre anoblie » à propos de ces personnages qui se retrouvent effectivement dans le tableau. Il semble que Caravage ait découvert ce genre par l'intermédiaire de son ami Prospero Orsi, dont le frère est bien introduit dans les cercles littéraires de la bonne société romaine.
D’autre part, de nombreux pamphlets et même des traités entiers circulent largement dans la Rome de l'époque au sujet des jeux d'argent et des techniques de triche qui y sont inévitablement associées : la ville est en effet devenue particulièrement violente et infestée de voleurs, tricheurs et pickpockets. Maintes proclamations papales se succèdent à l'encontre des joueurs, dont le vice contribue à la déliquescence morale généralisée — mais elles n'ont pas plus d'effets que les traités moraux faisant également florès sur le même thème. Lorsque l'historien de l'art allemand Joachim von Sandrart écrit à propos de l’œuvre de Caravage, en 1675, il mentionne l'influence d'une gravure de Hans Holbein le Jeune, dont le personnage de droite a pu inspirer l'un de ceux présents dans La Vocation de saint Matthieu, mais aussi la figure du jeune homme de droite dans les Tricheurs : l’œuvre de Holbein se situe dans cette même lignée d'une dénonciation morale montrant que la turpitude mène à la mort.
Le tableau s'inspire également des personnages, situations et mise en scène de la commedia dell'arte, genre de théâtre populaire local né au XVIe siècle, dont les protagonistes se distinguent par leur naïveté ou, au contraire, leur ruse et leur ingéniosité,. Helen Langdon fait remarquer à ce sujet que le cardinal del Monte, qui fait l'acquisition du tableau, est particulièrement friand à la fois de jeux de cartes et de théâtre.

De possibles sources d'inspiration thématique
Jan Matsys, la Joyeuse Compagnie, entre 1557 et 1563, Stockholm, Nationalmuseum.
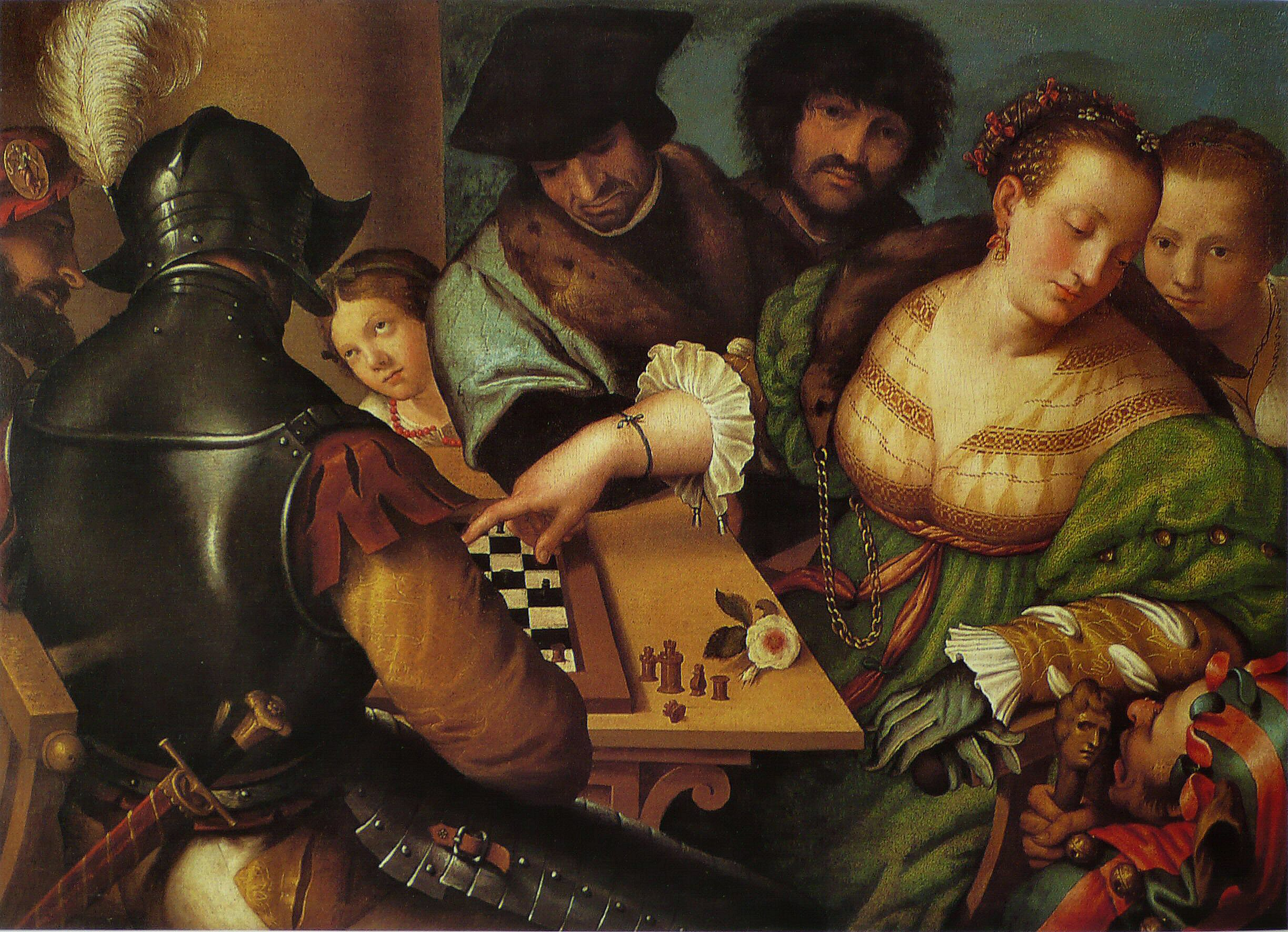
Giulio Campi, La Partie d'échecs, vers 1535, Turin, Palais Madame, Museo civico d'arte antica.

Quant aux sources d'inspiration picturales, Bellori affirme que Les Tricheurs constitue avec les productions de cette période « les premiers traits du pinceau de [Caravage] selon la manière franche de Giorgione », même si le tableau n'est pas décrit comme directement inspiré des travaux du peintre vénitien. Le tableau n'est pas non plus sans rappeler la scène de genre lombarde La Partie d'échecs de Giulio Campi, dans sa représentation neutre et objective d'une situation,,. D’autre part, Caravage a peut-être à l'esprit une fresque du Palais Borromée à Milan, qui met en scène la tradition du Jardin d'Amour dans lequel des personnages de la bonne société jouent aux cartes. Enfin, dans Les Tricheurs, Caravage use de procédés iconographiques ou narratifs afin d'impliquer le spectateur : jeux de regards, actions que seul ce dernier peut voir, etc. Le jeune peintre lombard s'est à ce titre certainement inspiré de la Joyeuse Compagnie de Jan Matsys, Flamand exerçant en France puis en Italie dans les années 1544-1545.
Toutefois, même si certains éléments d'inspiration antérieurs peuvent être repérés, la critique est unanime pour affirmer que Caravage fait avant tout œuvre d'innovation avec Les Tricheurs et La Diseuse de bonne aventure. Helen Langdon montre que son naturalisme n'a en réalité rien de commun avec le moralisme pesant de Campi ou de Passarotti. Pour Andrew Graham-Dixon, le Lombard introduit dans le monde de l'art un tout nouveau concept : celui de la scène de genre populaire. Ses Tricheurs ne relèvent ni de la satire des peintres d’Europe du nord, ni de l'intimité subtile propre à la peinture de genre vénitienne : Caravage puise à ces deux sources pour en proposer une synthèse originale.

### Place dans l'œuvre de Caravage

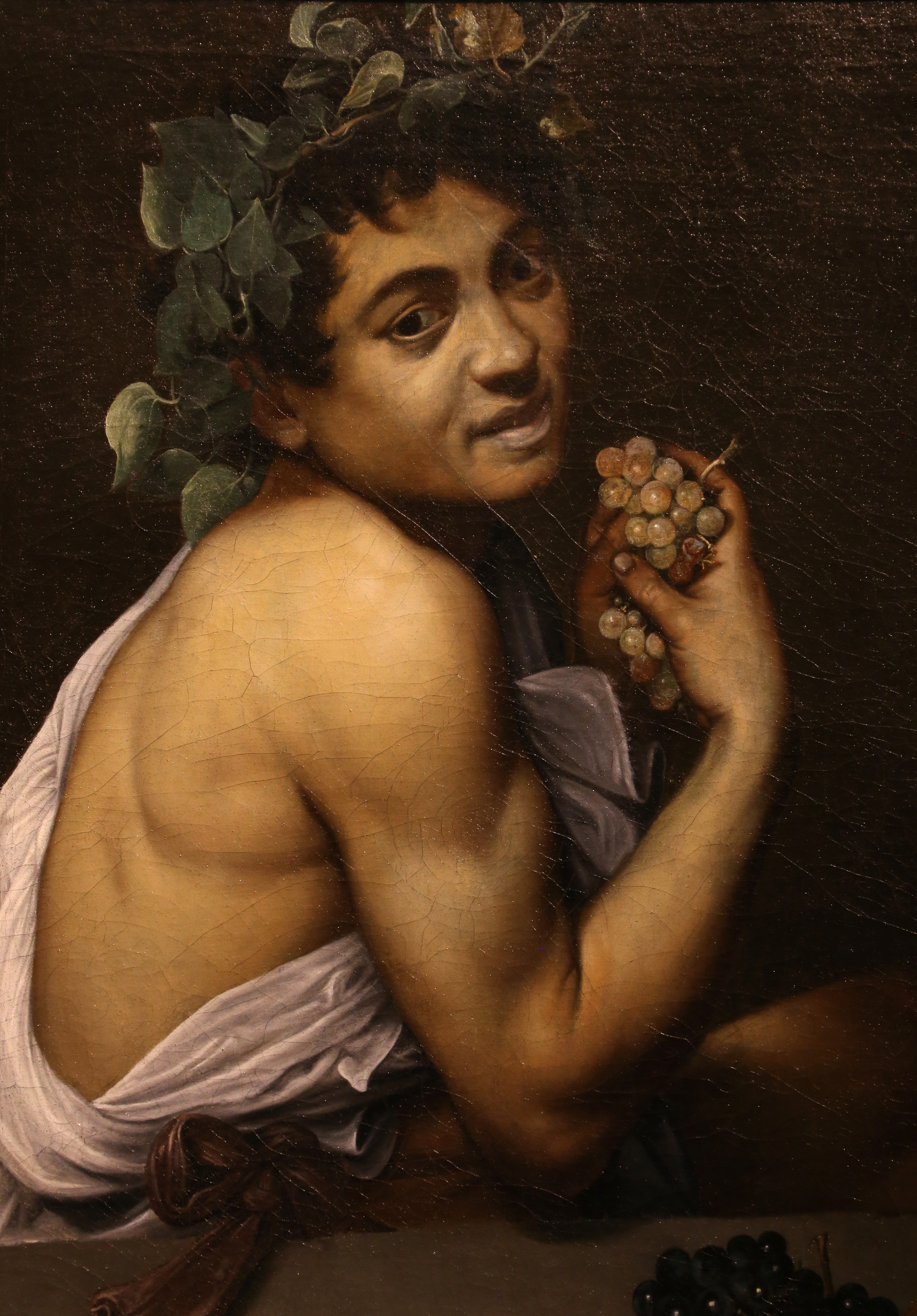
Dans sa première période romaine, Caravage produit des toiles lumineuses à l'image de ce Jeune Bacchus malade (Détail. Galerie Borghèse, Rome, v. 1593).

Œuvre de jeunesse, le tableau est réalisé rapidement après l'arrivée de Caravage à Rome. En effet, il quitte vraisemblablement sa Lombardie natale au tout début des années 1590, alors qu'il est seulement âgé d'une vingtaine d'années, pour s'installer dans la capitale des États pontificaux,. Son arrivée à Rome est marquée par la précarité : le jeune Lombard se trouve alors « sans protection ni recommandation […] et si démuni qu'il ne [peut] assurer sa subsistance, ». Plusieurs hébergements se succèdent avant qu'il ne parvienne à intégrer l'atelier du peintre maniériste Giuseppe Cesari, dit « le cavalier d'Arpin », qui connaît un succès certain sur le marché de l'art romain : Caravage y est chargé de réaliser des décors de fleurs et de fruits.
En dépit des difficultés matérielles qu'il connaît alors, le jeune artiste produit des toiles qui rencontrent déjà l’intérêt de collectionneurs, dans un contexte culturel très actif : le Garçon pelant un fruit (vers 1592), le Garçon à la corbeille de fruits (vers 1593), le Garçon mordu par un lézard (1593 - 1594) ou encore Le Jeune Bacchus malade (entre 1593 et 1594). Le tableau des Tricheurs est stylistiquement proche de ces œuvres précoces, notamment par la luminosité et la coloration qui s'y déploient, contrairement aux productions plus tardives où les ombres sont de plus en plus marquées.
Durant cette première période romaine, Caravage fait la rencontre du peintre Prospero Orsi, de l'architecte Onorio Longhi et peut-être du peintre sicilien Mario Minniti, qui deviennent des amis. Ils l'aident notamment à rencontrer un marchand d'art du quartier de Saint-Louis-des-Français, « maestro » Valentini, personnage identifié de façon très variable selon les sources mais qui pourrait être assimilé à Costantino Spata, : c'est donc ce Valentini qui organise la vente des Tricheurs,. Mais quelle que soit l'identité du vendeur, l'important pour Caravage réside dans l'identité de l'acheteur : le cardinal Francesco Maria del Monte, sommité ecclésiastique et amateur d'art très éclairé, est charmé de sa découverte et va désormais accueillir Caravage dans sa maisonnée, contribuant largement à lancer sa carrière.

### Deux œuvres très proches

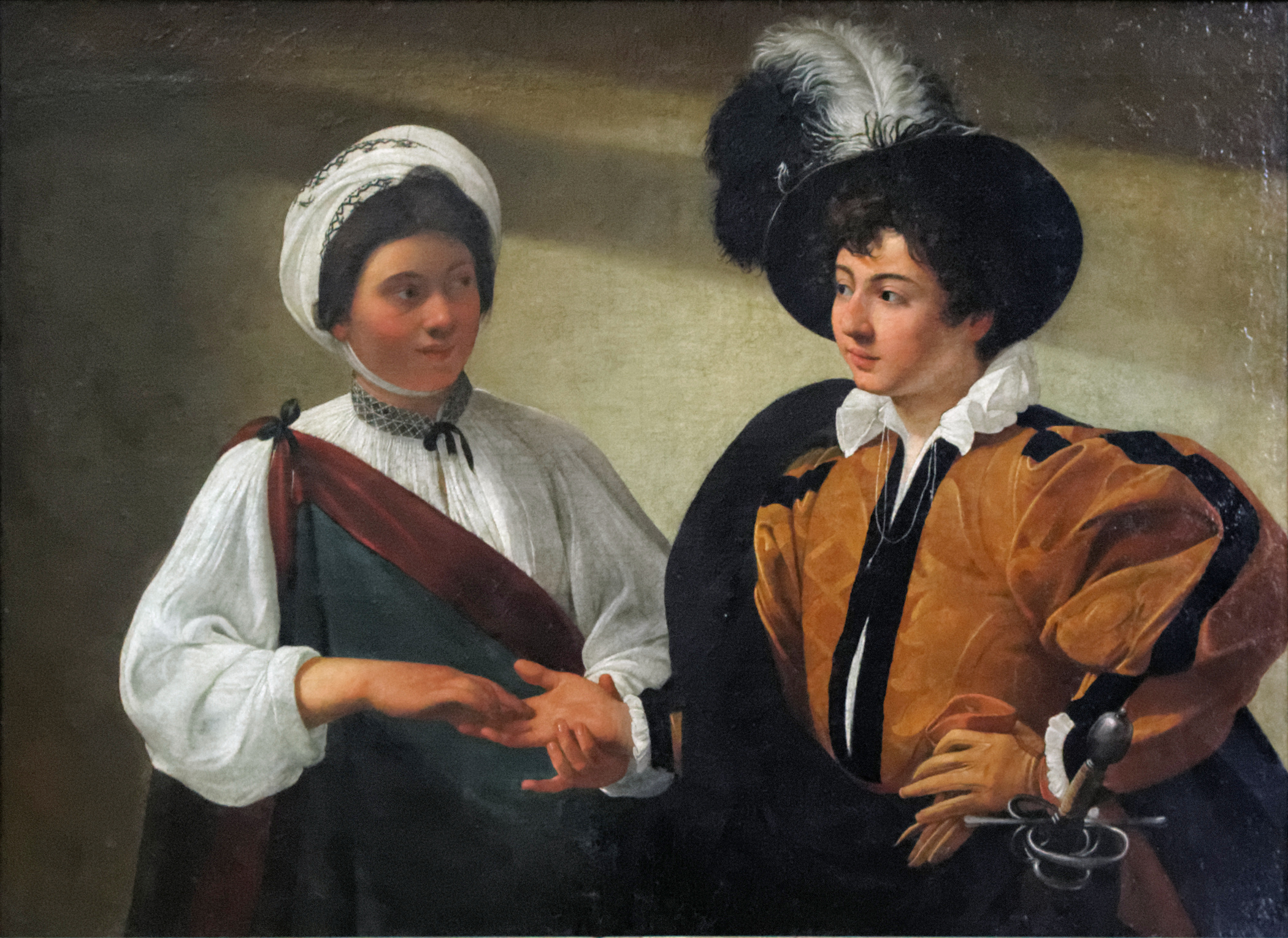
Caravage, La Diseuse de bonne aventure, vers 1594, Paris, musée du Louvre.

Les Tricheurs se rapproche singulièrement, par sa composition et sa thématique, d'un autre tableau du peintre : La Diseuse de bonne aventure. Les deux tableaux constituent un jalon important de la carrière de Caravage, puisque ce sont vraisemblablement les premières toiles à attirer l'attention du cardinal del Monte qui est l'un des clients du marchand Spata : cet intérêt ouvre alors à l'artiste de nouvelles portes au sein des milieux artistiques romains de l'époque.
En effet, les deux tableaux proposent un cadrage, un format, des couleurs tout à fait proches et exposent le thème commun de la naïveté dupée,, représentée par un « jeune homme riche trompé, vu comme un jeune écervelé aux passe-temps frivoles ». Le peintre s'y attache à la représentation la plus contemporaine et soignée des vêtements de chacun des personnages, et les deux œuvres semblent inspirées d'une scène de théâtre influencée par la commedia dell'arte, où les figures de bohémiens et de bravi sont particulièrement répandues,.
Les Tricheurs et La Diseuse de bonne aventure ont parfois pu être perçus comme des pendants : outre leurs caractéristiques physiques et thématiques proches, les deux tableaux sont contemporains, ils appartiennent à la même collection et connaissent le même succès,. Néanmoins une telle hypothèse est rejetée par la plupart des chercheurs, notamment pour des raisons stylistiques, et aussi à cause de leur différence de dimensions. Cela n'empêche pas que le cardinal del Monte ait pu les acheter en même temps pour les inclure dans sa collection. Il les installe d'abord soit au palazzo Madama où loge Caravage lorsqu'il intègre la maisonnée del Monte, soit dans une autre de ses résidences ; en 1615 le cardinal acquiert le palais romain de Matteo Avogadro et y dispose son immense collection d'art, au centre de laquelle figurent notamment ses Caravage. Les Tricheurs et La Diseuse de bonne aventure y sont accrochés ensemble, tous deux installés dans des cadres noirs identiques.

### Processus de création
Chacun des personnages est créé de façon indépendante : ce n'est que lorsqu'une figure est peinte que Caravage en conçoit une autre. Cette manière de travailler le conduit à de nombreux repentirs, comme le montre l'analyse par réflectographie infrarouge : ainsi Caravage a d'abord représenté dans son entièreté la main gauche du complice, puis l'a recouverte pour partie par le corps du tricheur. De fait, l'absence de dessin sous-jacent montre que son travail n'est pas précédé par des esquisses sur la toile, mais qu'il y peint directement : il procède à des incisions sur la peinture humide, incisions constituant autant de points de repères pour placer les éléments de la composition — certaines sont visibles sur le bout des doigts du jeune trompé et le bord des cartes. Enfin il arrive que le peintre manipule et étale la peinture encore fraîche avec ses doigts, comme cela se voit par exemple dans la soie du brocart du complice. Cela permet aux spectateurs d'aujourd'hui de percevoir à l’œil nu les empreintes digitales de Caravage, ce qui est également possible dans un autre tableau beaucoup plus tardif, L'Adoration des bergers de Messine.
Dans sa création, Caravage s'inspire de modèles parfois récurrents : ainsi, le jeune homme aux traits fins qui tire une carte de sa ceinture figure régulièrement dans les tableaux de sa période romaine. Bien que son identité ne soit pas certaine, il pourrait s'agir d'un certain Giulio, que d'autres peintres romains de l'époque prennent également pour modèle. Son oreille de grande taille est notable sur chacun des tableaux où il apparaît, bien qu'il semble la dissimuler en arborant cheveux longs et favoris.

Un modèle récurrent
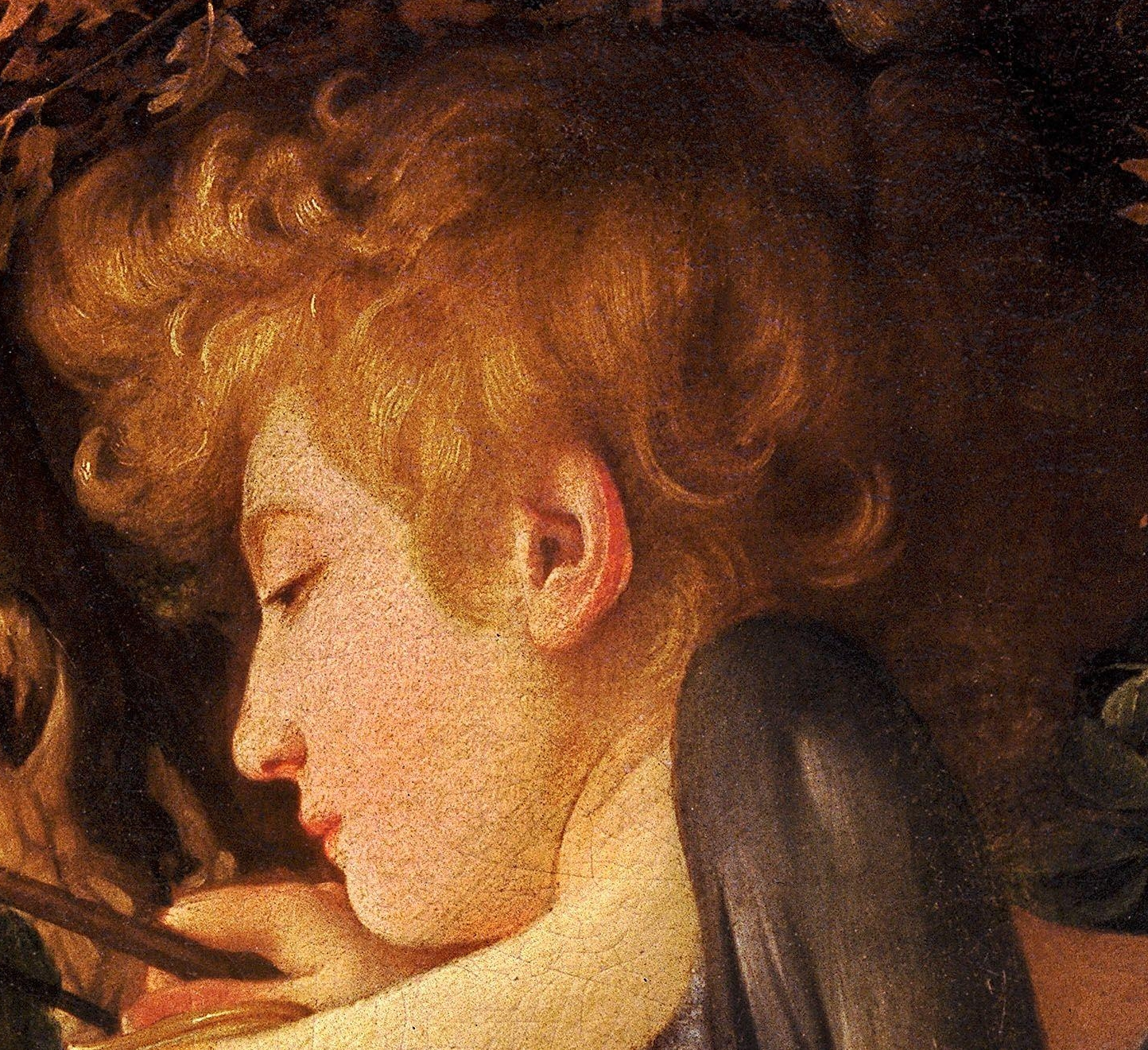
Le Repos pendant la fuite en Égypte (détail), v.1596-1597, Rome, galerie Doria-Pamphilj.
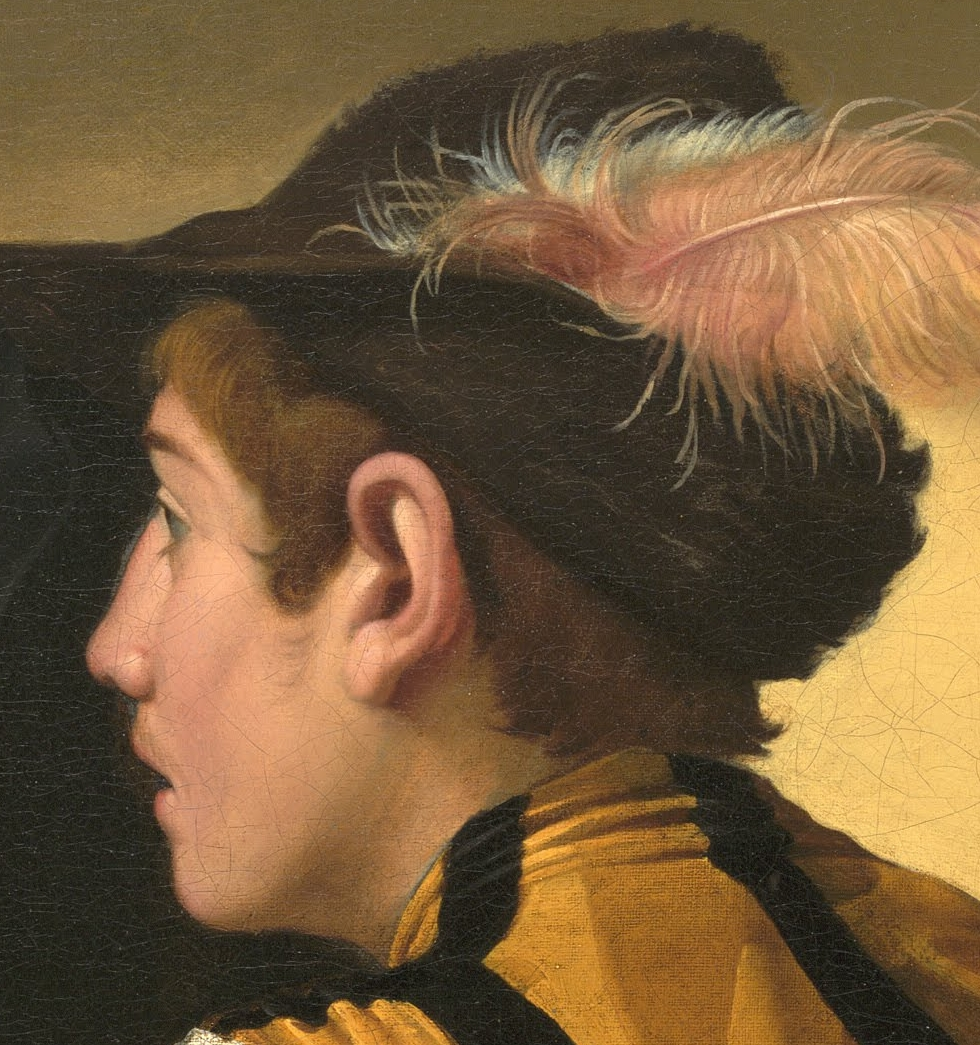
Les Tricheurs.
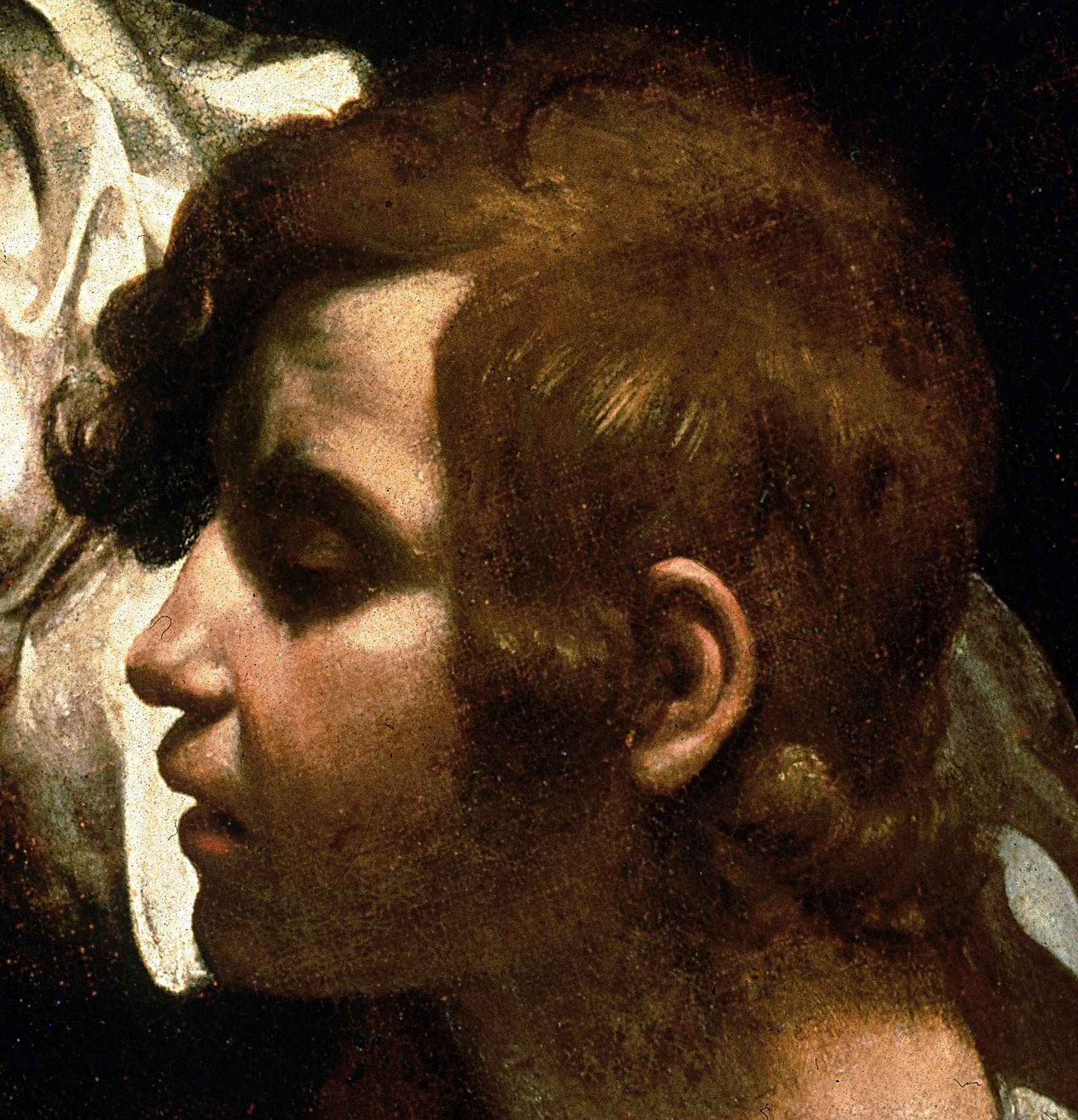
Narcisse (détail et rotation), fin XVIe siècle, Rome, galerie nationale d'Art ancien.

## Analyse

### Palette et tonalité

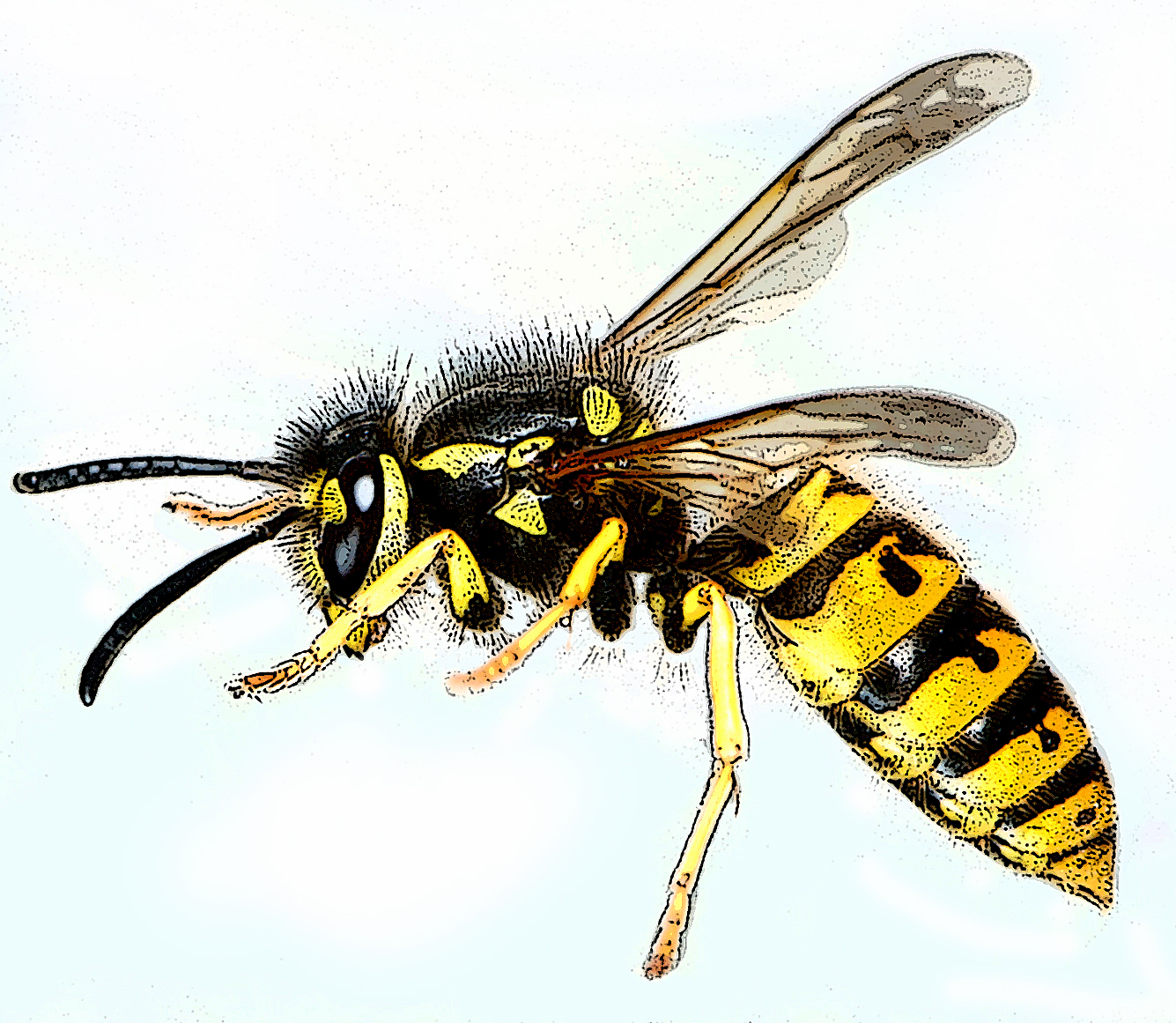
Les couleurs des costumes des tricheurs évoquent des guêpes à l'affût d'une proie.

Lumineux et coloré, le tableau frappe par l'intensité de ses couleurs ; son exécution soignée parvient à traduire l'« effet atmosphérique de la lumière ». L'historien et critique d'art contemporain Giovanni Pietro Bellori, pourtant souvent critique de l'art du maître lombard, souligne qu'il n'y trouve « rien de feint dans le coloris ».
La gamme de couleurs utilisée par Caravage dans Les Tricheurs est celle qui caractérise la peinture de Lombardie où dominent rouges et ocres ; la couleur gris clair du fond confirme ce rattachement aux productions du nord de l'Italie. Au contraire, de tels choix l'éloignent de l'art de l'Italie centrale du début du XVIe siècle, qui est plutôt marqué par l'emploi des couleurs primaires ainsi que de la peinture maniériste où dominent les tons clairs et délavés. Néanmoins, le peintre ne s'enferme pas dans un nuancier figé, comme le montre l'emploi sur la plume du chapeau du tricheur d'un rose saumon que Catherine Puglisi qualifie d'ailleurs d'« inattendu ».
Le choix des couleurs participe de la narration. Caravage joue en effet sur un contraste tonal important entre les couleurs sombres du vêtement du jeune dupé et les couleurs vives de ceux des deux tricheurs,. À l'inverse, le teint sombre de la carnation du complice, s'oppose à celui, plus clair, du visage du jeune homme ; enfin, la neutralité du fond uniformément gris clair — appliqué selon un procédé que Caravage utilisera souvent par la suite — met en valeur la vivacité des couleurs choisies pour la composition,,. Ces couleurs ne sont peut-être pas innocentes : les rayures jaunes et noires des costumes des tricheurs font penser à des guêpes qui rôdent autour d'un festin de miel. Il est d'ailleurs permis de penser que le festin a déjà été largement entamé, comme en témoigne le jeu de tric-trac repoussé sur le côté : le jeune homme a dû perdre de l'argent à ce premier jeu et tente donc maintenant de se refaire aux cartes.

### Une scène de genre innovante

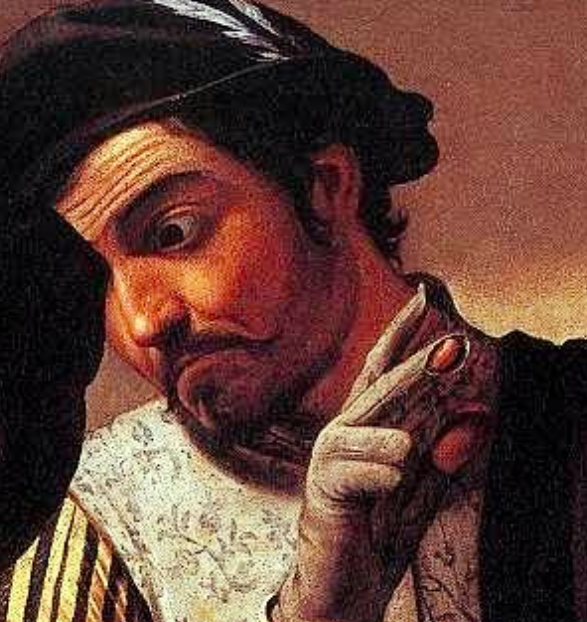
Les trous au bout des doigts du complice dénotent une volonté de réalisme du peintre (détail).

Les Tricheurs constitue, conjointement avec La Diseuse de bonne aventure, une œuvre qui assure au peintre une reconnaissance immédiate par ses contemporains grâce à son originalité et ses innovations. La principale nouveauté tient dans la traduction de l'intériorité psychologique des protagonistes ou, selon les mots du critique d'art Lionello Venturi, de « l'expression de leurs états d'âme », c'est-à-dire l'« ingénuité de la victime, [la] malfaisance inconsciente, toute technique du tricheur, [et la] vulgarité brutale du complice ». Certes, une telle expression du sentiment avait déjà été traitée dans la production picturale passée, selon le critique d'art André Berne-Joffroy, mais elle ne l'avait été que de façon caricaturale. De fait, le peintre tente au maximum d'éviter de tomber dans l'exagération : s'il propose une vision du complice à la limite de la caricature, il lui oppose une représentation naturaliste du jeune dupé. Son air calmement satisfait fait écho à la qualité du jeu qu'il a entre les mains : en effet, les trois doigts levés du tricheur derrière lui indiquent qu'il détient un brelan et qu'il est donc en mesure de gagner la partie, ce qui peut expliquer l'expression préoccupée du tricheur. Seul le six de trèfle caché dans la ceinture de son adversaire pourra sauver celui-ci en lui offrant une suite de cartes de la même couleur.
Le tableau semble pouvoir être considéré comme une scène de genre, exposant une scène de la vie quotidienne à Rome dans laquelle les personnages s'adonnent au jeu, occupation très appréciée à l'époque,. De fait, le peintre émaille son tableau de détails réalistes, tels les trous au bout des doigts des gants du complice, réalisés afin de mieux sentir des marques sur ses cartes préalablement préparées,. Il semblerait même que Caravage, par cet apport décisif des Tricheurs et de La Diseuse de bonne aventure, réussisse à établir le tableau de genre en Italie.
Pour autant, certains critiques d'art hésitent à attribuer au tableau un statut plein et entier de scène de genre, arguant que si Les Tricheurs décrit une situation, c'est dans un but exclusivement pédagogique et moralisant. De fait, le peintre traite la scène avec l'artificialité d'une pièce de théâtre, en prenant notamment pour référence la commedia dell'arte, : comme une scène de théâtre, la composition est resserrée sur les protagonistes dans un cadre horizontal, le tout sur un fond neutre ; de même, les deux complices, avec leur gestuelle ample et leurs tenues voyantes, se présentent selon ce mode théâtral. Ainsi, selon Catherine Puglisi, l'aspect théâtral dans sa mise en scène (comme le montre le fond neutre devant lequel se déroule l'action) extrait la scène de la réalité. Il n'y aurait pas là toutefois d'innovation particulière, puisque ce type d'approche narrative comme de mise en scène ou en lumière est alors déjà en vogue dans la peinture comme dans le théâtre ; en revanche, le rejet par Caravage du formalisme typique de ses prédécesseurs maniéristes est notable en ce qu'il apporte un élément de naturalisme à la narration.

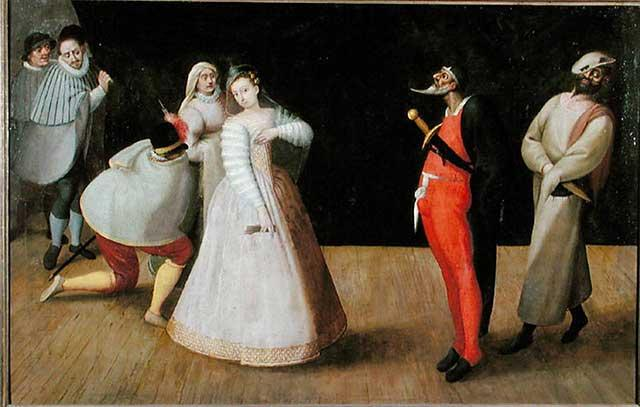
La commedia dell'arte est une source d'inspiration pour la création des Tricheurs (Hieronymus Francken I, La compagnie italienne I Gelosi en représentation à Paris, vers 1590).

De façon plus consensuelle, les critiques d'art tendent à considérer que le tableau des Tricheurs est surtout une allégorie réalisée dans le but d'édifier son public,, : il s'agit, comme le résume le site du musée Kimbell, de la mise en scène du « drame de la tromperie et de l'innocence perdue dans ce qu'elles ont de plus humain. ». Ainsi, le tableau explore simultanément trois thèmes qui se retrouvent aussi dans La Diseuse de bonne aventure : le thème de la frivolité de certaines occupations et en particulier des dangers du jeu ; le thème de la tromperie,, ; et celui d'une jeunesse coupable de naïveté, auquel s'adjoignent ceux de la fugacité de la jeunesse et de ses désillusions.
Pour arriver à ses fins, Caravage met en œuvre plusieurs stratégies. D'abord, les personnages possèdent chacun leur image bien définie et évoquent clairement le bien ou le mal. De plus, le peintre appuie son propos en usant de symboles, comme en est porteuse la couleur jaune des vêtements des deux complices, couleur traditionnellement associée à la tromperie ou à la fourberie,. De même, plus spécifiquement pour le thème de la jeunesse naïve, Caravage évoque la parabole biblique du fils prodigue dans laquelle un fils retourne vers son père après avoir dilapidé sa fortune,. Enfin, dernière stratégie, le peintre mise sur une implication du spectateur : il ne se place pas en position de moralisateur mais, par sa mise en scène (celui qui regarde le tableau voit ce que le jeune dupé ne peut voir) et par le rejet de la caricature ou du grotesque, il propose au spectateur d'entrer dans la scène et de juger par lui-même. De fait, dans Les Tricheurs comme la Diseuse de bonne aventure, Caravage présente un moralisme tempéré au moyen d'une apparente objectivité.
En toute hypothèse, il semble que le peintre poursuive un but double, conforme à la maxime antique « placere et docere » (« plaire et instruire ») selon laquelle le but de l'œuvre d'art consiste à la fois à divertir le spectateur et à édifier son jugement.

## Postérité

### Copies

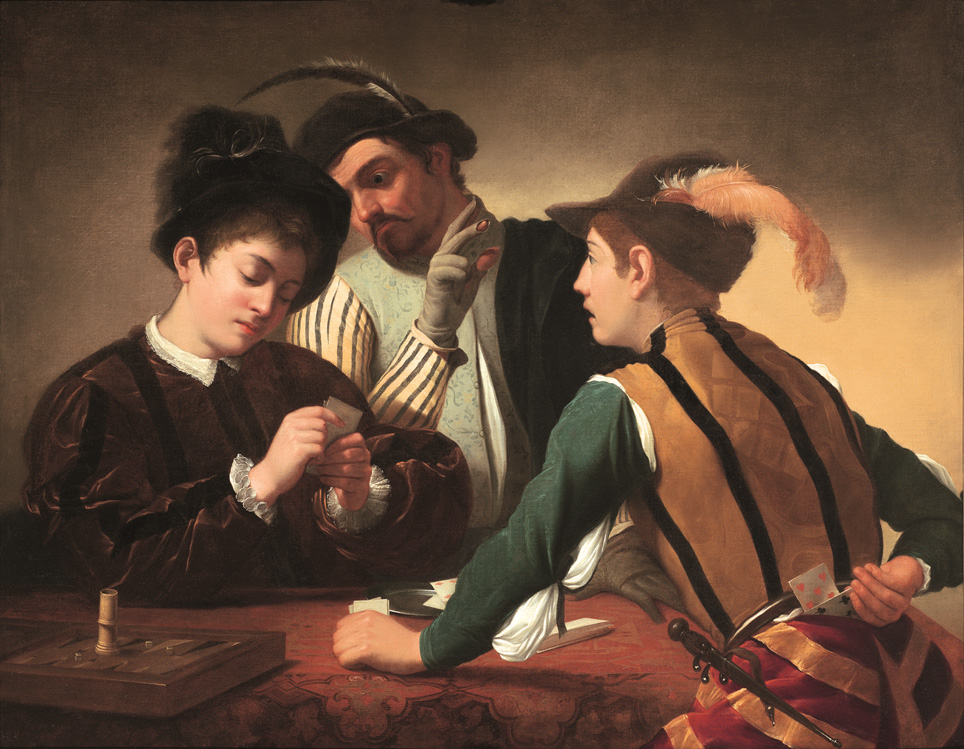
Cette copie conservée au musée de l'ordre de Saint-Jean à Londres pourrait être de la main du maître.

Plus de trente copies du tableau sont connues : c'est là un véritable record des imitations caravagesques, qui atteste du grand succès que rencontre l’œuvre. Ce succès ne se fait guère attendre puisque les premières copies à être documentées datent du tout début des années 1620 : une première appartenant au marquis Clemente Sannesi (un document de 1621 indique que le marquis se l'est fait voler alors qu'il l'avait prêtée à Antonio Orsini pour qu'elle soit copiée), et une autre au banquier Ottavio Costa (inventaire datant de 1633). Plus tôt encore, dès 1615, Giulio Mancini écrit son intention d'engager un bon peintre pour réaliser une copie des Tricheurs. Les propriétaires de tableaux savent fort bien à l'époque que la création et la diffusion de copies d’œuvres à succès provoquent une baisse de la valeur du tableau original : aussi le cardinal del Monte garde-t-il jalousement son tableau pour le protéger des copistes. Il est possible que Mancini contourne cette difficulté en achetant la complicité de serviteurs du cardinal pour introduire un copiste dans sa maison, mais sans qu'il soit certain que ses manœuvres rencontrent le succès escompté.
En 1772, Giovanni Volpato reçoit commande d'une gravure des Tricheurs, afin de la publier dans un ouvrage de Gavin Hamilton sur l'école de peinture italienne. Le succès de l'ouvrage et la présence de la gravure de Volpato relance la passion des copies du tableau de Caravage, copies qui se multiplient alors en Europe et en Amérique. Cette gravure permet d'ailleurs de constater qu'à cette date, la bande de toile ajoutée à une date inconnue dans la partie supérieure a déjà été mise en place. Toutes les copies suivantes qui s'appuient sur le travail de Volato intègrent cette modification qui ne disparaît qu'au moment de la restauration de 1987.
Parmi toutes les copies connues des Tricheurs, l'une fait particulièrement l'objet de débats quant à son attribution car elle est considérée par certains experts comme pouvant être de la main de Caravage. L'historien de l'art Denis Mahon, grand spécialiste de l'art baroque, en fait l'acquisition à Sotheby's en 2006, au prix de 42 000 livres sterling (soit alors environ 53 000 euros). Or l'attribution ultérieure à Caravage par plusieurs experts fait monter la valeur estimée de la toile à 10 millions de livres (soit alors environ 12,5 millions d’euros). Cette nouvelle attribution signifie une énorme perte financière pour le vendeur Lancelot Thwaytes, qui décide de poursuivre le groupe Sotheby's en justice mais est finalement débouté de sa demande. Depuis, ce second tableau est exposé au musée de l'ordre de Saint-Jean à Londres,. Pour autant, bon nombre d'historiens de l'art s'opposent à cette attribution au peintre, tel Sebastian Schütze, selon qui la qualité de l'exécution est un élément déterminant pour infirmer catégoriquement cette hypothèse. Enfin une autre copie appartenant à une fondation lombarde est considérée par certains experts comme possiblement autographe, depuis une expertise par analyse radiographique conduite en 2004.

### Reprises
Les Tricheurs et La Diseuse de bonne aventure constituent des inventions picturales si novatrices que les suiveurs du peintre travaillent rapidement à les traduire en un genre pictural autonome : le sujet rencontre un vif succès dans l'Europe entière et apparaît sous forme de nombreuses variantes et versions,. Le thème du jeune naïf dupé — mais aussi le motif du personnage de trois quarts dos qui sort une carte de sa ceinture — sont ainsi repris moins de cinquante ans plus tard par Georges de La Tour dans son tableau Le Tricheur à l'as de trèfle, justement conservé aussi à Fort Worth depuis 1981. Cette œuvre ainsi que sa version très similaire du Tricheur à l'as de carreau, exposée au Louvre, sont des reprises du thème développé par Caravage.
Bon nombre d'autres artistes dits « caravagesques » en reprennent différents motifs, comme Bartolomeo Manfredi, Valentin de Boulogne ou encore Nicolas Régnier — au point même qu'un tableau de Tricheurs comme celui de Valentin est considéré jusqu'au XXe siècle comme devant être de la main de Caravage lui-même.

Le tableau de Caravage inspire de nombreux suiveurs.
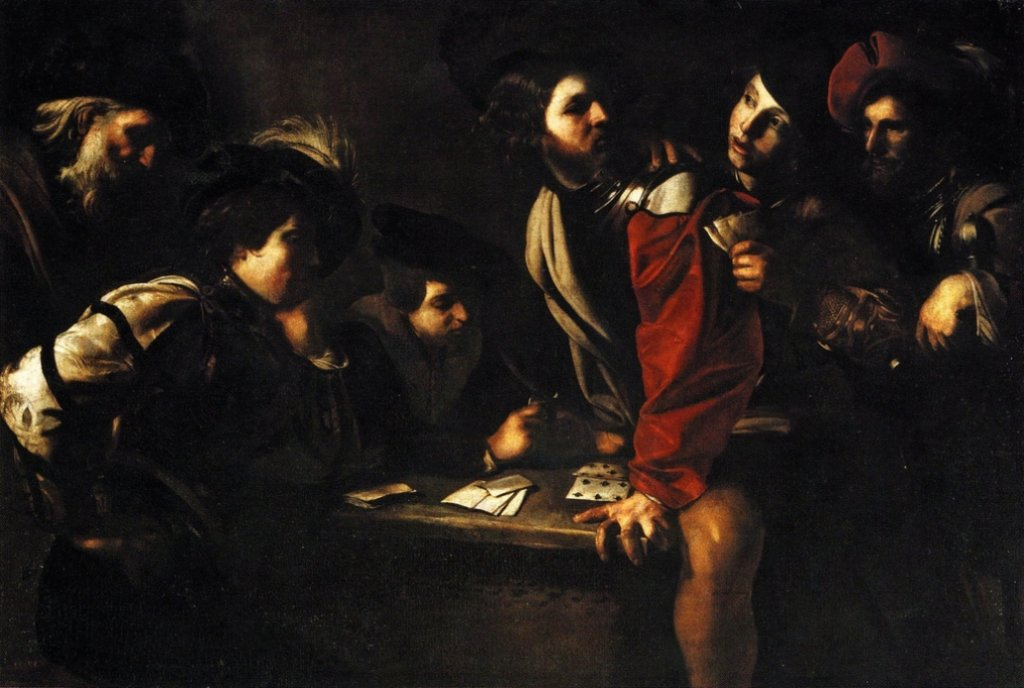
Bartolomeo Manfredi, Les Joueurs de cartes, 1618, Galerie des Offices (Florence), détruit en 1993[90].
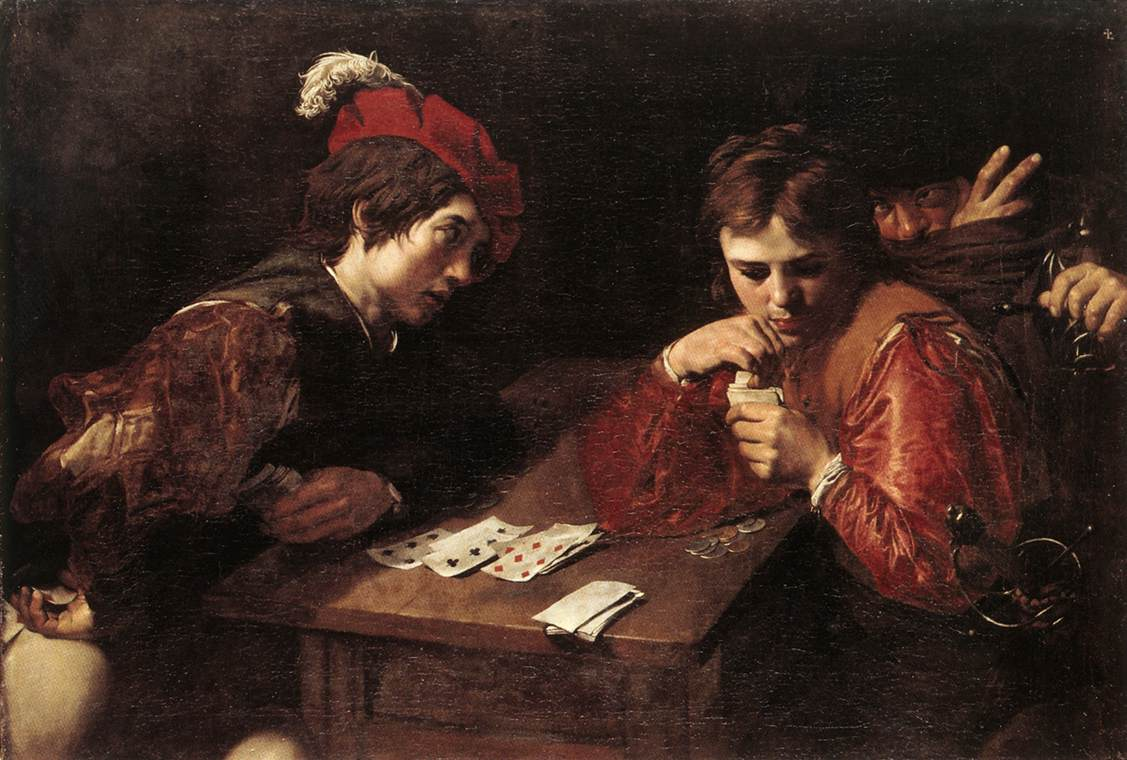
Valentin de Boulogne, Les Tricheurs, v. 1615-1618, Gemäldegalerie Alte Meister (Dresde).
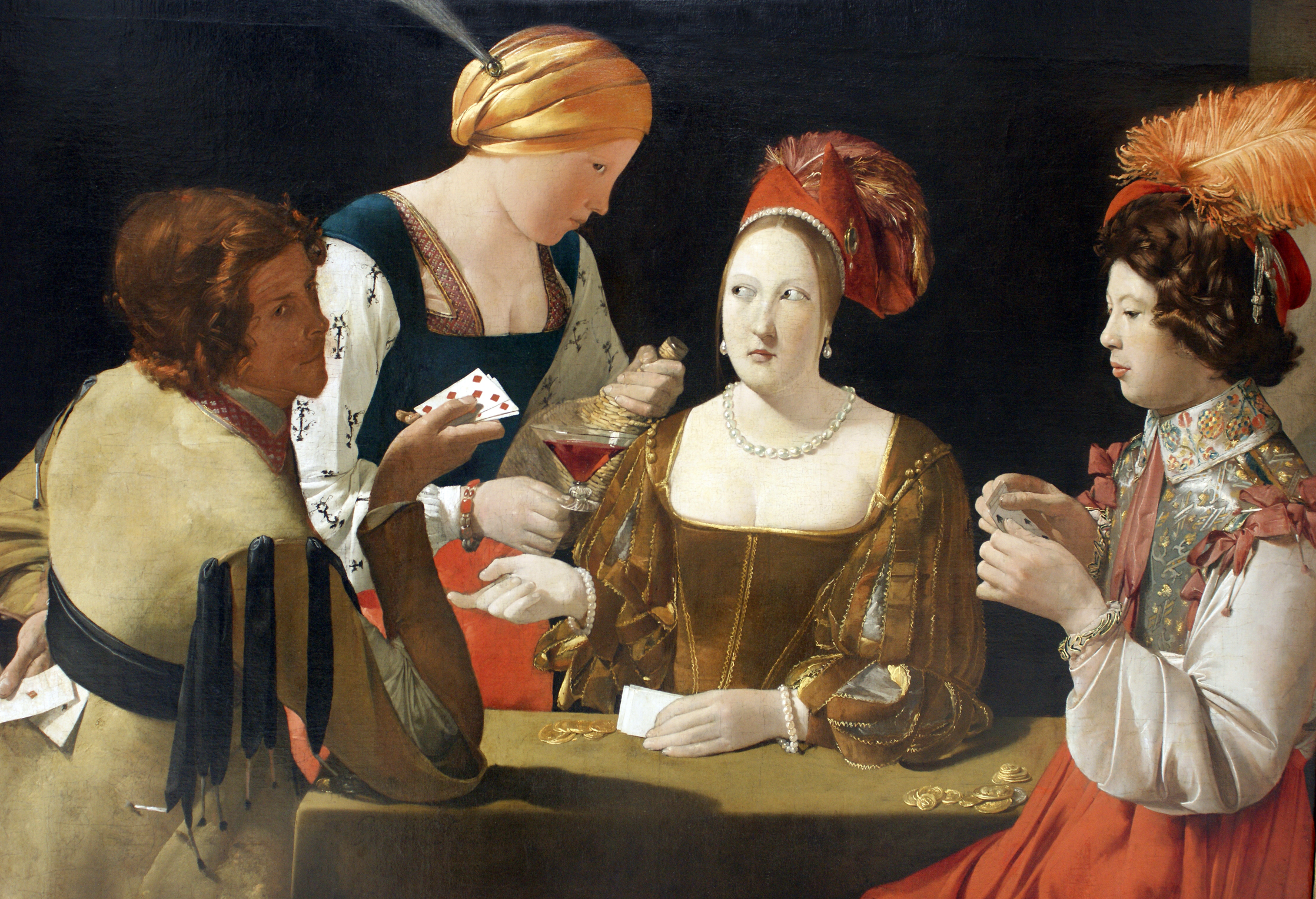
Georges de La Tour, Le Tricheur à l'as de carreau, v. 1635-1638, musée du Louvre (Paris).